# Castia gilos

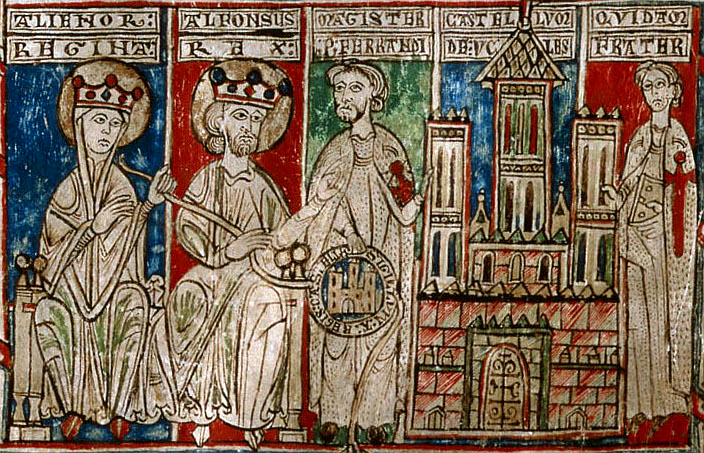
Elionor, Alfons VIII i el joglar.

El Castia gilos és una obra escrita en occità atribuïda al trobador català Ramon Vidal de Besalú. La narració comença quan un joglar entra a la cort del rei Alfons VIII de Castella i li explica unes noves que Ramon Vidal de Besalú converteix en un poema. Dona el seu nom al topos de castia gilos que també tenen el Roman de Flamenca i Las novas del papagay.

## Argument
Els personatges centrals de les noves explicades dins de la narració són 3: 
- Alfons de Barbastre
- Elvira (muller d'Alfons)
- Bascol de Cotanda

La història que es desenvolupa entre els tres personatges és la següent: els lausengiers d'Alfons de Barbastre li comuniquen que la seva muller li és infidel amb el seu millor cavaller, Bascol de Cotanda. Alfons, desconcertat i aconsellat pels lausengiers decideix fer creure a la seva dona que se'n va a una guerra, tot i que el pretén en realitat és tornar a la nit i comprovar ell mateix si la dona li és fidel. A la nit, Alfons truca la porta d'Elvira dient que la ve a veure el seu amant, Bascol. Elvira que sospitava que el seu marit la posava a prova, decidí deixar-lo entrar i enmig de la foscor començà a apallissar-lo dient-li que ella era una dona casada i que el faria penjar per voler aprofitar-se d'ella; finalment tanca el seu propi marit a l'habitació i se'n va a buscar Bascol de Cotanda, el qual sempre havia estat enamorat de l'esposa del seu senyor. Elvira, per venjar-se, decideix passar la nit amb ell, mentre el seu marit resta tancat a l'habitació. L'endemà l'embolic és resolt i Alfons no s'assabenta mai del que la seva dona havia fet.
L'autor de la història vol advertir als cortesos sobre el vici de la gelosia (actitud psicològica que desfà completament el sistema amorós en què es basa l'ètica cortesana). Per tant, aquesta obra es podria considerar una burla de la tradició cortesa.